# 林迪區
林迪區是坦桑尼亞的26行政區之一，位於該國東南部，首府林迪，北接濱海區，西臨莫羅戈羅區，西南是魯伍馬區，南面是姆特瓦拉區，東接印度洋，面积66，046平方公里，2002年人口791,306。
1. ↑  . ISO.   [2022-07-22]. （原始内容存档于2016-06-17）.